# نادي إنكانتادا لكرة اليد
نادي إنكانتادا لكرة اليد (بالإسبانية: Balonmano Ciudad Encantada)‏ هو نادي كرة يد في إسبانيا. يقع مقره في قونكة بكاستيا-لا مانتشا. يلعب في الدوري الإسباني لكرة اليد. تأسس سنة 1989. تبلغ سعة ملعبه 1900 متفرجا.